# Гашинский, Аркадий Евгеньевич
Аркадий Евгеньевич Гашинский (укр. Аркадій Євгенович Гашинський; 1920—1991) — украинский и советский актёр театра и кино, педагог. Народный артист СССР (1971).

## Биография
Родился 29 июля 1920 года в Мелитополе (ныне в Запорожской области, Украина).
Учился в Мелитополе в архитектурно-строительном техникуме, играл в самодеятельном театральном кружке. В 1939 году поступил в Харьковский театральный институт (ныне Харьковский национальный университет искусств имени И. П. Котляревского). В 1941 году эвакуирован. Во время войны участвовал во фронтовой театральной бригаде на 1-м Украинском фронте (1943—1944).
В 1945 году окончил ГИТИС (курс М. М. Тарханова) в Москве.
В 1945—1948 годах — актёр Киевского государственного театра УССР.
В 1948—1990 годах — актёр Киевского украинского драматического театра им. И. Франко.
Работал также на радио (командор в драме «Каменный властелин» Л. Украинки, 1951) и в кино.
В 1969—1975 годах преподавал в театральной студии при Киевском театре им. И. Франко, с 1980 — в Киевском государственном институте театрального искусства им. И. К. Карпенко-Карого (ныне Киевский национальный университет театра, кино и телевидения имени И. К. Карпенко-Карого).
Скончался 13 декабря 1991 года в Киеве. Похоронен на Байковом кладбище.

### Семья
- Жена — Валентина Макаровна Пивторадня (1920—1997), актриса Киевского театра им. И. Франко.
- Сын — Евгений Аркадьевич Гашинский (1943—1988, погиб), актёр Николаевского русского драматического театра. Заслуженный артист Украинской ССР (1981).

## Роли в театре
- 1953 — «Угрюм-река» по Вячеславу Шишкову — Ибрагим-оглы
- 1956 — «Ой не ходи, Грицю…» Михаила Старицкого — Хома
- 1959 — «Король Лир» У. Шекспира — Глостер
- 1960 — «Свадьба Свички» Ивана Кочерги — Ольшанский
- 1961 — «Фараоны» Алексея Коломийца — Аристарх
- 1963 — «В воскресенье утром зелье собирала» по Ольги Кобылянской — Андронати
- 1965 — «Антигона» Софокла — Креонт
- 1965 — «Страница дневника» Александра Корнейчука — Гроза
- 1973 — «В ночь лунного затмения» Мустая Карима — Дервиш
- 1980 — «Дядя Ваня» А. П. Чехова — Серебряков
- «Дон Сезар де Базан» Филиппа Франсуа Дюмануара и Адольфа Деннери — Дон Хозе де Сантарен
- «Ярослав Мудрый» И. А. Кочерги — Ярослав Мудрый
- «Уриэль Акоста» Карла Гуцкова — Уриэль Акоста
- «Макбет» У. Шекспира — Макбет
- «Старик» Максима Горького — Мастаков
- «Цыганка Аза» М. П. Старицкого — Апраш
- «Последние» М. Горького — Иван Коломийцев

## Фильмография
1. 1956 — Иван Франко — эпизод
2. 1956 — Триста лет тому… — полковник Ганжа
3. 1960 — Кровь людская — не водица — Варчук
4. 1961 — Дмитро Горицвит — Варчук
5. 1962 — Свечкина свадьба (фильм-спектакль) — Ольшанский
6. 1963 — Люди не всё знают — Варчук
7. 1963 — Серебряный тренер — Доменико
8. 1967 — Не суждено (фильм-спектакль) — Николай Степанович Белохвостов
9. 1968 — В воскресенье рано зелье собирала (фильм-спектакль)
10. 1969 — Злая судьба — Апраш
11. 1969 — Почтовый роман — Сандро Гогешидзе
12. 1970 — Для домашнего очага — офицер
13. 1972 — Рим, 17...
14. 1973 — Как закалялась сталь — отец Таи
15. 1973 — Костёр на снегу
16. 1973 — Страница дневника — Гроза Илларион Петрович
17. 1973 — Новоселье — Кирус
18. 1974 — Кассандра (фильм-спектакль) — Деифоб
19. 1974 — Рождённая революцией — Амир
20. 1975 — Бриллианты для диктатуры пролетариата — Яков Шелехес
21. 1980 — Поединок (фильм-спектакль)
22. 1980 — Красное поле — Петр Иванович
23. 1982 — Казнить не представляется возможным

### Озвучивание мультфильмов
- 1977 — Приключения кузнеца Вакулы — читает текст
- 1978 — Сказка про Чугайстра — Чугайстер / партизан / читает текст
- 1979 — Золоторогий олень — читает текст
- 1982 — Дождик, дождик, пуще! — Дедушка Гром
- 1982 — Свадьба Свички
- 1983 — Савушкин, который не верил в чудеса
- 1984 — Джордано Бруно

### Участие в фильмах
- 1984 — Вспоминая Михаила Заднепровского (документальный)

## Награды и звания
- Народный артист СССР (1971)
- Орден «Знак Почёта» (1980)
- Медаль «За трудовую доблесть» (24 ноября 1960)